# Tulikhu
Tulikhu o Tuli fou una regió del sud-oest del llac Sevan que fou derrotada militarment pel rei d'Urartu Sarduri II (753 aC-735 aC) quan n'era rei Sinalibi.